# Місі (абатство)
Абатство Місі (фр. Abbaye de Micy), повна назва Абатство Сен-Мемен-де-Місі (фр. Abbaye Saint-Mesmin de Micy) — колишній бенедиктинський монастир у Сен-Приве-Сен-Мемен (департамент Луаре) неподалік міста Орлеана. Абатство засноване близько 501 року, закрито в 1790 під час Французької революції і повністю знищене. У 1939 році на місці колишнього абатства було облаштовано обитель ордену кармелітів.

## Історія
На початку VI століття король франків Хлодвіг I дарував селище Місі, неподалік Орлеана, на злитті річок Луара і Луаре святому Євспікію і його небожу святому Максиміну, щоб вони заснували там монастир. Євспікий та Максимін (також відомий як Месмін чи Мемен) стали першими настоятелями нового монастиря. За святого Максиміна були проведені великі роботи з осушення болотистого району на стрілці двох річок та зведення будівель абатства. Після святого Максиміна настоятелем обителі став Авіт, також зарахований до лику святих.
У VIII столітті єпископ Орлеана Теодульф запровадив в абатстві статут Святого Бенедикта. На початку IX століття його наступник на кафедрі Орлеана Йона перебудував абатство Місі та надавав йому велику підтримку. За його розпорядженням в 825 році в Місі з Орлеана були повернуті мощі засновника монастиря святого Максиміна. Пізніше Йона отримав від імператора грамоту, що наділяла ченців Місі правом вільного вибору абата, а в 836 році він добився нових істотних привілеїв для абатства.

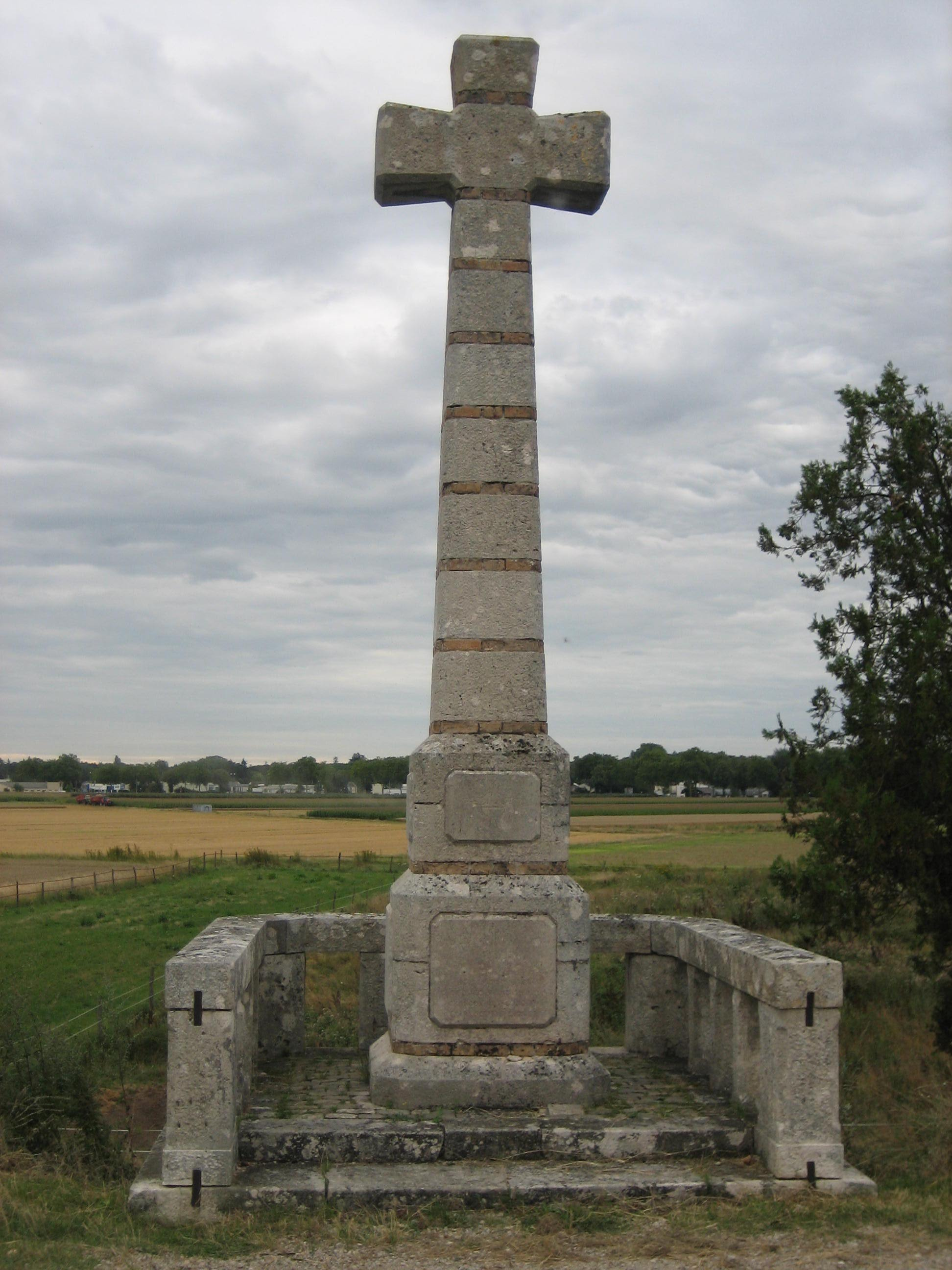
Хрест Місі

Абатство суттєво постраждало в період Столітньої війни та релігійних воєн у Франції, до кінця XVI століття воно перебувало у сильному занепаді.
У 1598 році настоятелем монастиря став майбутній кардинал Франсуа де Ларошфуко. Він енергійно взявся за відновлення абатства, до 1606 року відновивши більшість будівель. Невдоволений поведінкою та рівнем благочестя бенедиктинських ченців, він домігся від папи Павла V права замінити їх на фельянтинців. З 1608 року Місі стало обителью цього ордена.
1790 року під час Французької революції абатство, як і інші французькі монастирі, було закрито, а ченців вигнано. Будівлі були повністю зруйновані, до 1792 року на місці колишнього монастиря не залишилося навіть руїн.
У XIX—XX столітті навколо місця колишнього абатства виросло місто Сен-Приве-Сен-Мемен, де-факто передмістя Орлеана. У 1856 році в місті було споруджено «Хрест Місі», висотою 10 метрів, який містить в собі останні камені від будівель колишнього абатства, які вдалося знайти.
У 1939 році орлеанська громада ордена кармелітів, заснована ще в 1617 році, переїхала в Сен-Приве-Сен-Мемен і заснувала свою обитель на місці колишнього абатства Місі.